# Прашак за пециво
Прашак за пециво је средство за нарастање теста које се користи у производњи разних пецива и дезерата. Прашак за пециво представља замену за квасац и друге супстанце, које су сматране лошим по људе или сам производ.

## Добијање и механизам деловања
Натријум карбонат, представља производ реакције између натријум хидроксидa и угљен-диоксида:
Натријум бикарбонат, основну компоненту прашка за пециво, добијамо даљим додавањем угљен-диоксида: and the acid-base reaction can be generically represented as shown:
Прашак за пециво, у кисело – базној реакцији, ослобађа угљен-диоксид у тесту, при чему настају мехурићи због којих тесто почиње да нараста.
Стварне реакције су компликованије. На пример, почевши од прашка за пециво и монокалцијум фосфата реакција производи угљен диоксид са следећом стехиометријом:

## Историја
Током 1830-тих година примећено је да се додавањем натријум бикарбоната и киселог млека у тесто, пецива добијала мекшу и ваздушастију структуру. Као решење за проблем додавања киселог млека у тесто, 1840. у употребу је уведен тартар. Тартар је био један од производа ферментације вина. Након тога 1843. британски хемичар, Алфред Бирд, патентирао је и произвео модерну верзију прашка за пециво, са циљем да омогући производњу бесквасног хлеба, за људе алергичне на квасац. Јустус фон Леибих, немачки хемичар, 1846. вршио је експеримент, у коме је покушао да дигне тесто помоћу натријум бикарбоната. Године 1855. Ебен Нортон Хорсфорд основао је фабрику за производњу прашка за пециво. Такође, патентирао је први калцијум-фосфатни прашак за пециво. 1866. основана је компанија за производњу прашка за пециво Royal Baking Powder Company, чији су оснивачи браћа Хогланд.

## Прашак за пециво и сода бикарбона
Иако се прашак за пециво и сода бикарбона користе у исту сврху (нарастање теста), ове две супстанце битно се разликују по хемијском саставу. Наиме, сода бикарбона се састоји само из натријум бикарбоната. Док прашак за пециво поред натријум бикарбоната, чине тартрат (KHC4H4O6) и кукурузни скроб. Оно што им је заједничко јесте то да имају исти начин деловања на тесто, па је зато могуће једно као замена друго при производњи пецива.